# E-radio HotStuff
e-radio Hot Stuff（イーレイディオホットスタッフ、またはイーラジオホットスタッフ）は、滋賀県を県域とするFMラジオ局「e-radio」のヘヴィー・ローテーションの一種。毎月邦楽、洋楽（洋楽がない場合もある）のアーティストとその曲が選曲される。邦楽で選ばれたアーティストでは知名度やCDの売り上げ向上など非常に効果がある。中にはアニメ主題歌やドラマ主題歌に選ばれているものなどもある。なお、e-radioで最初のHot Stuffは、BONNIE PINKだった。

## 邦楽HotStuffアーティスト・曲名一覧

### 2000年
12月
倖田來未「TAKE BACK」

### 2001年
1月
村田亮「冬の街」
2月
石原千宝美「冬の匂いが消え頃」
3月
コブクロ「YELL」　
4月
tef tef「君をひとりじめ」
5月
清家千晶「スミレ」
6月
クラムボン「サラウンド」
7月
広沢タダシ「手のなるほうへ」
8月
Lita「黒い雨」
9月
CORE OF SOUL「FULL MOON PRAYER」
10月
京田未歩「LIKE A GHOST」
11月
中川晃教「I say good-bye」
12月
BREATH「瞳にくぎづけ」

### 2002年
1月
キンモクセイ「二人のアカボシ」
2月
Baby Boo「プラネタリウム」
3月
白鳥マイカ「Red Clover」
4月
Plum Planets「Free RIDE」
5月
Orange pekoe「Happy Valley」
6月
YeLLOW Generation「LOST Generation」
7月
GOING UNDER GROUND「ランブル」
8月
河口恭吾「オメガの記憶」
9月
SOULHEAD「STEP TO THE NEW WORLD」
10月
森山直太朗「陽は西から昇る」
11月
ザ・ベイビースターズ「なんで」
12月
siren「ここにいるから」

### 2003年
1月
Sound Schedule「ピーターパン・シンドローム」
2月
naja「火の鳥」
3月
Sowelu「Rainbow」
4月
SOUL'd OUT「Flyte Tyme」
5月
星村麻衣「GET HAPPY」
6月
melody.「Simple As That」
7月
ORANGE RANGE「上海ハニー」
8月
LOOSELY「手紙」
9月
笹川美和「笑」
10月
KOKIA「The Power of Smile」
11月
Zoey「fake　Smile」
12月
高鈴「真夜中の後悔」

### 2004年
1月
Genius「シアワセの花をさがして」
2月
ストレイテナー「TENDER」
3月
ラウンドスケープ「MODERN CREATION」
4月
スムルース「帰り道ジェット」
5月
東京エスムジカ「月凪」
6月
TiA「Every time」
7月
D-51「TOP OF THE SUMMER」
8月
ザ・マスミサイル「君がいてくれてよかった」
9月
BENNIE K「サンライズ」
10月
世理奈「消える想い」
11月
HOME MADE 家族「アイコトバ」
12月
信近エリ「Lights」

### 2005年
1月
THC!!「雪」
2月
YUI「feel my soul」
3月
キャプテンストライダム　「流星オールナイト」
4月
BEAT CRUSADERS　「FEEL」
5月
植村花菜「大切な人」
6月
音速ライン「街風」
7月
UVERworld 「D-tecnoLife」
8月
SANISAI「向日葵～ひまわり～」
9月
アンジェラ・アキ　「HOME」
10月
Vo Vo Tau「希望の橋」
11月
Caravan
12月
チャットモンチー「ハナノユメ」

### 2006年
1月
MONKEY MAJIK 「fly」
2月
絢香 「I believe」
3月
COOLON
4月
山田タマル「My Brand New Eden」
5月
いきものがかり 「HABABI」
6月
田中ロウマ「Venus－B」
7月
ライムライト　「サマーチューン☆06」
8月
YA-KYIM
9月
大山百合香
10月
ナイス橋本 「君はキミ☆」
11月
秦基博 「シンクロ」
12月

### 2007年
1月
Metis　「梅は咲いたか 桜はまだかいな」
2月
UNCHAIN
3月
ONE☆DRAFT
4月
MICRON STUFF
5月
redballoon　「銀色の空」
6月
Hanaboy
7月
SONOMI　「Everyday」
8月
ONE OK ROCK
9月
ステファニー
10月
岡野宏典「レモネード」

### 2009年
8月
Love「First Love 〜ラブレター〜」

### 2010年
6月
WEAVER「Hard to say I love you 〜言い出せなくて〜」
11月
世界の終わり「天使と悪魔」

### 2011年
1月
SISTER JET「SAY YES」
2月
ダイスケ「ボク☆ロケット」

### 2012年
6月
ジャンクフジヤマ「あの空の向こうがわへ」
Brand New Vibe「Life ～生まれてくれてありがとう～」
7月
The SALOVERS「オールド台湾」
8月
ammoflight「夏色ドット」
9月
近藤晃央「フルール」
シシド・カフカ「愛する覚悟」
10月
A.F.R.O「キタイチニシニ」
11月
Yun*chi「Reverb」
ピロカルピン「桃色のキリン」
蜜「アセロラ」
12月
UNIST「13月のソラノシタ」

### 2013年
1月
松本哲也「ユキヤナギ」
塩ノ谷早耶香「Dear Heaven」